# Georges-Élie Octors
Georges-Élie Octors (né à Bruxelles en 1947) est un musicien et chef d'orchestre belge, fils du chef d'orchestre Georges Octors.
Formé au Conservatoire royal de Bruxelles, il est soliste à l'Orchestre national de Belgique en 1969, puis il intègre l'ensemble Musiques Nouvelles, qu'il dirige de 1976 à 1988, succédant à Pierre Bartholomée.
En 1990, il rejoint l'ensemble Maximalist! avec, entre autres, Peter Vermeersch et Walter Hus. En 1994, il cofonde l'Ensemble Ictus avec Jean-Luc Plouvier et Jean-Luc Fafchamps.
Proche de la compagnie Rosas, il donne des cours d'analyse musicale à P.A.R.T.S..
Octors a enseigné au Conservatoire royal de Bruxelles, au Conservatoire de Liège et à l'École supérieure de musique de Catalogne à Barcelone.